# Grand Prix Formule 1 van Abu Dhabi 2010

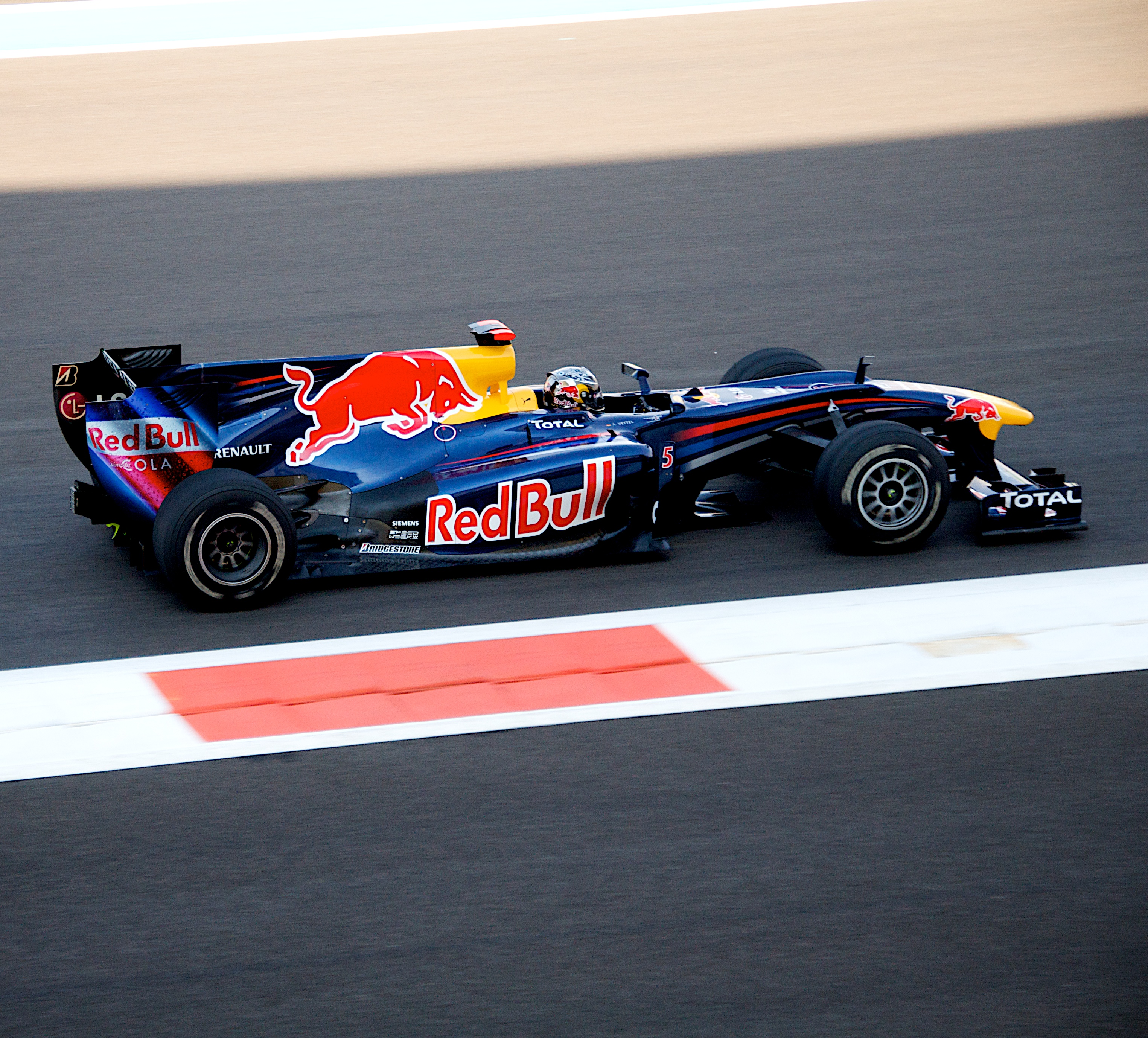
Sebastian Vettel wint de laatste race van het jaar en wordt wereldkampioen, de jongste in de geschiedenis van de Formule 1.

De Grand Prix Formule 1 van Abu Dhabi 2010 was de negentiende en laatste Grand Prix van het Formule 1 seizoen 2010 en werd verreden op het Yas Marina Circuit. Voor de race waren er vier kanshebbers voor het kampioenschap. Fernando Alonso begon het weekend als klassementsleider. Naast de Spanjaard maakten ook Mark Webber en Sebastian Vettel van Red Bull Racing en Lewis Hamilton in zijn McLaren kans op de titel.
Tijdens de kwalificatietraining stak Sebastian Vettel zijn concurrenten de loef af door de poleposition te veroveren. Lewis Hamilton en Fernando Alonso volgden op de plaatsen twee en drie. Van alle kampioenschapskandidaten deed Mark Webber het het minst goed door slechts een vijfde tijd op de klokken te brengen.
Op zondag wist Sebastian Vettel zijn eerste plaats van begin tot eind te behouden. De Duitser won de race, voor Lewis Hamilton en Jenson Button. Doordat Mark Webber en Fernando Alonso niet verder kwamen dan positie acht en zeven, ging de wereldtitel ook naar de jonge Duitser, die hiermee de jongste kampioen ooit werd in de Formule 1.

## Resultaten

### Kwalificatie
| Positie | Nummer | Naam               | Team                 | Q1       | Q2       | Q3       | Grid |
| ------- | ------ | ------------------ | -------------------- | -------- | -------- | -------- | ---- |
| 1       | 5      | Sebastian Vettel   | Red Bull-Renault     | 1:40.318 | 1:39.874 | 1:39.394 | 1    |
| 2       | 2      | Lewis Hamilton     | McLaren-Mercedes     | 1:40.335 | 1:40.119 | 1:39.425 | 2    |
| 3       | 8      | Fernando Alonso    | Ferrari              | 1:40.170 | 1:40.311 | 1:39.792 | 3    |
| 4       | 1      | Jenson Button      | McLaren-Mercedes     | 1:40.877 | 1:40.014 | 1:39.823 | 4    |
| 5       | 6      | Mark Webber        | Red Bull-Renault     | 1:40.690 | 1:40.074 | 1:39.925 | 5    |
| 6       | 7      | Felipe Massa       | Ferrari              | 1:40.942 | 1:40.323 | 1:40.202 | 6    |
| 7       | 9      | Rubens Barrichello | Williams-Cosworth    | 1:40.904 | 1:40.476 | 1:40.203 | 7    |
| 8       | 3      | Michael Schumacher | Mercedes             | 1:41.222 | 1:40.452 | 1:40.516 | 8    |
| 9       | 4      | Nico Rosberg       | Mercedes             | 1:40.231 | 1:40.060 | 1:40.589 | 9    |
| 10      | 12     | Vitaly Petrov      | Renault              | 1:41.018 | 1:40:658 | 1:40.901 | 10   |
| 11      | 11     | Robert Kubica      | Renault              | 1:41.336 | 1:40.780 |          | 11   |
| 12      | 23     | Kamui Kobayashi    | BMW Sauber-Ferrari   | 1:41.045 | 1:40.783 |          | 12   |
| 13      | 14     | Adrian Sutil       | Force India-Mercedes | 1:41.473 | 1:40.914 |          | 13   |
| 14      | 22     | Nick Heidfeld      | BMW Sauber-Ferrari   | 1:41.409 | 1:41.113 |          | 14   |
| 15      | 10     | Nico Hülkenberg    | Williams-Cosworth    | 1:41.015 | 1:41.418 |          | 15   |
| 16      | 15     | Vitantonio Liuzzi  | Force India-Mercedes | 1:41.681 | 1:41.642 |          | 16   |
| 17      | 17     | Jaime Alguersuari  | Toro Rosso-Ferrari   | 1:41.707 | 1:41.738 |          | 17   |
| 18      | 16     | Sébastien Buemi    | Toro Rosso-Ferrari   | 1:41.824 |          |          | 18   |
| 19      | 18     | Jarno Trulli       | Lotus-Cosworth       | 1:43.516 |          |          | 19   |
| 20      | 19     | Heikki Kovalainen  | Lotus-Cosworth       | 1:43.712 |          |          | 20   |
| 21      | 24     | Timo Glock         | Virgin-Cosworth      | 1:44.095 |          |          | 21   |
| 22      | 25     | Lucas di Grassi    | Virgin-Cosworth      | 1:44.510 |          |          | 22   |
| 23      | 21     | Bruno Senna        | HRT-Cosworth         | 1:45.085 |          |          | 23   |
| 24      | 20     | Christian Klien    | HRT-Cosworth         | 1:45.296 |          |          | 24   |

### Race
| Pos | No | Coureur            | Constructor          | Ronden | Verschil/Oorzaak uitval | Grid | Punten |
| --- | -- | ------------------ | -------------------- | ------ | ----------------------- | ---- | ------ |
| 1   | 5  | Sebastian Vettel   | Red Bull-Renault     | 55     | 1:39:36.837             | 1    | 25     |
| 2   | 2  | Lewis Hamilton     | McLaren-Mercedes     | 55     | +10.162                 | 2    | 18     |
| 3   | 1  | Jenson Button      | McLaren-Mercedes     | 55     | +11.047                 | 4    | 15     |
| 4   | 4  | Nico Rosberg       | Mercedes             | 55     | +30.747                 | 9    | 12     |
| 5   | 11 | Robert Kubica      | Renault              | 55     | +39.026                 | 11   | 10     |
| 6   | 12 | Vitaly Petrov      | Renault              | 55     | +43.520                 | 10   | 8      |
| 7   | 8  | Fernando Alonso    | Ferrari              | 55     | +43.797                 | 3    | 6      |
| 8   | 6  | Mark Webber        | Red Bull-Renault     | 55     | +44.243                 | 5    | 4      |
| 9   | 17 | Jaime Alguersuari  | Toro Rosso-Ferrari   | 55     | +50.201                 | 17   | 2      |
| 10  | 7  | Felipe Massa       | Ferrari              | 55     | +50.868                 | 6    | 1      |
| 11  | 22 | Nick Heidfeld      | BMW Sauber-Ferrari   | 55     | +51.551                 | 14   |        |
| 12  | 9  | Rubens Barrichello | Williams-Cosworth    | 55     | +57.686                 | 7    |        |
| 13  | 14 | Adrian Sutil       | Force India-Mercedes | 55     | +58.325                 | 13   |        |
| 14  | 23 | Kamui Kobayashi    | BMW Sauber-Ferrari   | 55     | +59.558                 | 12   |        |
| 15  | 16 | Sébastien Buemi    | Toro Rosso-Ferrari   | 55     | +1:03.178               | 18   |        |
| 16  | 10 | Nico Hülkenberg    | Williams-Cosworth    | 55     | +1:04.763               | 15   |        |
| 17  | 19 | Heikki Kovalainen  | Lotus-Cosworth       | 54     | +1 ronde                | 20   |        |
| 18  | 25 | Lucas di Grassi    | Virgin-Cosworth      | 53     | +2 ronden               | 22   |        |
| 19  | 21 | Bruno Senna        | HRT-Cosworth         | 53     | +2 ronden               | 23   |        |
| 20  | 20 | Christian Klien    | HRT-Cosworth         | 53     | +2 ronden               | 24   |        |
| 21  | 18 | Jarno Trulli       | Lotus-Cosworth       | 51     | Verloren achtervleugel  | 19   |        |
| DNF | 24 | Timo Glock         | Virgin-Cosworth      | 43     | Versnellingsbak         | 21   |        |
| DNF | 3  | Michael Schumacher | Mercedes             | 0      | Ongeval                 | 8    |        |
| DNF | 15 | Vitantonio Liuzzi  | Force India-Mercedes | 0      | Ongeval                 | 16   |        |

## Trivia
- Na veertien jaar dienst als bandenleverancier van verschillende Formule 1 teams, waarvan de laatste jaren als enige leverancier, was deze Grand Prix de laatste voor Bridgestone. Vanaf het seizoen 2011 is Pirelli de vaste bandenleverancier van alle teams.[1]

## Noot
- Dit was de tiende Grand Prix-winst voor Sebastian Vettel.
- Sebastian Vettel breidde zijn record uit door de Grote Prijs van Abu Dhabi voor de tweede keer (eerdere overwinning in 2009) te winnen.
- Eerste wereldtitel voor Sebastian Vettel en de achtste wereldtitel voor een Duitse coureur. Vettel was hiermee de 32ste coureur die wereldkampioen werd.

2009 · 2010 · 2011 · 2012 · 2013 · 2014 · 2015 · 2016 · 2017 · 2018 · 2019 · 2020 · 2021 · 2022 · 2023 · 2024 · 2025 · 2026 · 2027 · 2028 · 2029 · 2030